# Villa Merlo Dragoni
Villa Merlo Dragoni Giacomelli è una villa situata a Lovaria nel comune di Pradamano, in provincia di Udine.
La villa si trova nei pressi della chiesa parrocchiale del paese. Nella prima metà del Cinquecento il complesso apparteneva ai Merlo ed era costituito da due case dominicali, denominate Casa Grande e Casa Bassa, dalle case per i coloni, dagli annessi rustici, dalla braida e dai terreni.
Verso la fine del secolo, la Casa Grande venne acquistata da Francesco Dragoni, mentre la Casa Bassa rimase di proprietà dei Merlo fino al 1687. Quest'ultima, dopo aver cambiato vari proprietari, passò verso il 1723 alla famiglia Dragoni, che restaurò l'intero complesso, conferendo l'aspetto attuale. La villa rimase di proprietà della famiglia Dragoni fino al 1863, quando fu acquistata da Carlo Giacomelli.
L'edificio attuale, a pianta rettangolare allungata, corrisponde all'antica Casa Grande e si sviluppa su due piani più il granaio. La facciata lungo la strada è scandito da quattro lesene e caratterizzata da una trifora centrale e da aperture con cornici a forte aggetto al piano nobile. La facciata posteriore, risalente ai primi anni del XVI secolo è costituita da un corpo timpanato fiancheggiato da due torrette collegate al piano nobile da una loggia.